# 오승남
오승남은 전남 강진(康津) 출신이고, 본광은 동복(同福)이다. 일제치하 독립운동가이며, 1990년에 건국훈장 애족장(1982년 대통령표창)을 수여하였다.

## 생애
1919년 4월 4일 강진읍 장날에 이기성(李基性)·황호경(黃鎬京) 등과 함께 독립만세운동을 주동하였다. 오승남은 당시 배재학교 학생이었던 바, 서울에서 일어난 독립선언식과 독립만세시위에 참가하였다. 그 후 3월 31일 독립선언서와 독립신문을 숨기고 귀향하여, 이기성·황호경 등을 만나 서울의 정황을 알려주고, 독립만세시위를 거사하기로 상의하였다. 오승남 등은 4월 2일에 강진 남성리(南城里)에 위치한 이기성의 집에서 다시 만나 4월 4일의 강진읍 장날에 독립만세 시위운동을 실행하기로 결의하였다. 강진읍 내 남포리(南浦里)교회와 보통학교 학생들에게 시위 계획을 알려주고, 밤새 태극기 3백여매와 독립선언서 70여매, 독립가(獨立歌) 20여매 등을 등사하여 두었다. 그리고, 1919년 4월 4일 오전 9시, 이기성의 집에서 독립만세 시위방법을 최종적으로 결정한 후, 이미 준비된 유인물을 각자 분담하여 동성리(東城里) 장터로 운반하였다. 예배당의 정오(正午) 종소리의 거사 신호가 울리고, 김후식(金厚植)이 군청 뒤의 산마루에 대형 태극기를 세우자, 오승남은 이기성(李基性)·황호경(黃鎬京) 등과 함께 1,000여명의 시위군중에게 유인물을 나누어주면서, 독립만세를 선창하고, 시위군중의 선두에서 시위행진을 주동하였다.동시에 점심시간을 이용한 강진 보통학교 학생들도 독립만세를 외치며 1,000여명의 시위대와 합세하여 장터를 행진하니, 시위군중의 사기는 더욱 충천하였다. 이때 긴급 출동한 일본 경찰과 헌병의 발포로 말미암아 맨손으로 일어난 시위는 중단되고 그는 주동자로서 일경에 체포되어, 1919년 6월 30일 고등법원에서 징역 1년 6개월형이 확정되어 옥고를 치렀다.
<참고 문헌>
판결문(1919. 5. 21 대구복심법원)
독립운동사(국가보훈처) 3권 614·615·616면
독립운동사(국가보훈처) 9권 292면
독립운동사자료집(국가보훈처) 5권 1546·1547면